# Korg Inc.

Korgs logo.

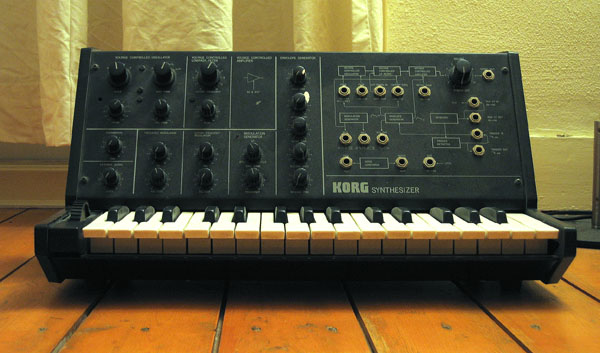
En Korg MS-10 analogsynthesizer

Korg Inc. tillverkar musikinstrument och inspelningsutrustning. Företaget etablerades i Japan den 28 augusti 1963. Namnet KORG är en hopslagning av "Keio ORGans". KORG har tillverkat och tillverkar keyboard synthesizers som MS-10, MS-20, Trident, M1, Wavestation, Triton, MS2000, KARMA, OASYS och KRONOS.